# Odachurus petasatus
Odachurus petasatus är en mångfotingart som beskrevs av Loomis 1938. Odachurus petasatus ingår i släktet Odachurus och familjen Cambalidae. Inga underarter finns listade i Catalogue of Life.